# Robert Crais
Robert Crais (Baton Rouge, 20 giugno 1953) è uno sceneggiatore e scrittore statunitense.

## Biografia
Nato e cresciuto in Louisiana sulle rive del Mississippi, all'età di 15 anni si interessa alla letteratura cominciando a leggere e ad essere affascinato da scrittori come Dashiell Hammett, Ernest Hemingway, Robert B. Parker e John Steinbeck.
Nel 1975 si trasferisce ad Hollywood, in California, dove diventa sceneggiatore di serie televisive fra cui Quincy, Hill Street giorno e notte, per cui è candidato ai premi Emmy, e Miami Vice.
Nel 1985 muore suo padre che aveva lavorato per anni in polizia. Crais decide di dedicarsi di più al romanzo poliziesco, sua vera passione, e decide di omaggiare il padre con il personaggio di Elvis Cole in Corrida a Los Angeles (The Monkey's Raincoat), il suo primo romanzo. L'opera riceve critiche entusiastiche e alcuni importanti premi, spingendolo a dedicarsi di più alla letteratura e di meno al cinema.
Il 2005 vede il primo film tratto da un suo romanzo: Hostage, interpretato da Bruce Willis. Nonostante il suo passato da sceneggiatore, la sceneggiatura del film non è stata curata da Crais.
Per quanto riguarda Elvis Cole e Joe Pike, Crais ha rifiutato di venderne i diritti dichiarando: "Non venderò mai i diritti della serie del mio detective perché l'ho ideato solo per la carta stampata. Elvis Cole è un personaggio che diventa vivo e credibile solo quando raggiunge la mente dei miei lettori. Solo allora il mio eroe diventa qualcosa di unico e ognuno può rappresentarlo come vuole. Mi spiacerebbe sciupare questo rapporto con i miei lettori. Non ho alcuna voglia né di deluderli né di ingannarli".
Oggi vive con la sua famiglia a Santa Monica con due gatti e migliaia di libri.
Crais ha vinto numerosi premi per i suoi romanzi. Lee Child lo ha definito uno dei suoi giallisti Americani preferiti. I romanzi di Robert Crais sono stati pubblicati in 62 paesi e sono diventati dei best seller in tutto il mondo, anche se in Italia non ha riscontrato lo stesso successo, tanto che alcuni suoi romanzi sono stati pubblicati solo nell'edizione Giallo Mondadori, alcuni da Piemme e altri da Mondadori, talvolta con molto ritardo rispetto all'uscita americana. Robert Crais ha ricevuto il Ross Macdonald Literary Award nel 2006 ed è stato nominato Miglior Autore dell'anno dal Mystery Writers of America nel 2014.

## Premi letterari / Riconoscimenti
- 1988: Premio Macavity per il Miglior romanzo d'esordio[1], Anthony Award – Miglior romanzo tascabile originale[2] e nomination al Premio Shamus[3] con The Monkey's Raincoat (Corrida a Los Angeles).
- 1993: nomination al Premio Shamus[3] con Lullaby Town (L'angelo di New York).
- 1994: nomination all'Edgar Award per il miglior romanzo[4] con Free Fall (La squadra).
- 1996: nomination al Premio Dilys[5] con Voodoo River (Il mercante di corpi).
- 1997: Premio Shamus[3] – Miglior romanzo in edizione rilegata con Sunset Express (La prova)
- 1998: nomination al Premio Shamus per la migliore edizione rilegata[3] con Indigo Slam (Senza protezione).
- 2000: Premio Dilys[5] e nomination all'Anthony Award[2], al Premio Shamus[3] e all'Edgar Award[4] con L.A. Requiem (L.A. Killer).
- 2001: Hostage (L'ostaggio) è stato nominato Notable book dal New York Times Book Review  - Nomination al Premio Dilys per il romanzo Demolition Angel (Lo specialista)[5]
- 2006: nomination al Premio Shamus[3] con The forgotten man (L.A. Tattoo)
- 2006: The Two-Minute Rule (Countdown) è stato nominato Miglior romanzo poliziesco dell'anno dal London Evening Standard
- 2006: Ross Macdonald Literary Award
- 2008: Premio Barry per il miglior thriller[6]. con The Watchman (L'angelo custode)
- 2008: Gumshoe Award – Miglior Thriller con The Watchman (L'angelo custode)
- 2013: Premio Shamus[3] – Miglior romanzo in edizione rilegata con Taken (Deserto di sangue)
- 2014: è stato nominato Miglior autore dell'anno dal Mystery Writers of America

## Opere

### Ciclo di Elvis Cole e Joe Pike
1. Corrida a Los Angeles, Il Giallo Mondadori n. 2120 (The Monkey's Raincoat, 1987)
2. A caccia di un angelo, Il Giallo Mondadori n. 2200 (Stalking the Angel, 1989)
3. L'angelo di New York, Il Giallo Mondadori n. 2302 - La città dorme, Piemme (Lullaby Town, 1992)
4. Trappola per un angelo, Il Giallo Mondadori n. 2384 - La squadra, Piemme (Free Fall, 1993[7])
5. Il mercante di corpi, Piemme (Voodoo River, 1995)
6. L'ultima giustizia, Il Giallo Mondadori n. 2564, 1998 - La prova, Piemme (Sunset Express, 1996)
7. Senza protezione, Il Giallo Mondadori n. 2606 (Indigo Slam, 1997)
8. Los Angeles requiem, Piemme - L.A. Killer, Piemme (L.A. Requiem, 1999[8])
9. L'ultimo detective, Mondadori (ISBN 88-04-53329-3), 2004 - L'ultimo detective, Il Giallo Mondadori n. 2879, 2005 (The Last Detective, 2003)
10. L.A. Tattoo, Mondadori (ISBN 88-04-55092-9), 2006 (The Forgotten Man, 2005)
11. L'angelo custode, Mondadori (ISBN 88-04-57510-7), 2008 (The Watchman: A Joe Pike Novel, 2007)
12. Attraverso il fuoco, Mondadori (ISBN 88-04-58537-4) (Chasing Darkness, 2008)
13. La prima regola, Mondadori (ISBN 9788804612780) (The First Rule (A Joe Pike Novel), 2010)
14. La sentinella, Mondadori (The Sentry (A Joe Pike Novel), 2011)
15. Deserto di sangue, Mondadori  (Taken (Elvis Cole and Joe Pike return), 2012)
16. La promessa, Mondadori (ISBN 8804711612), 2019 (The Promise (An Elvis Cole and Joe Pike novel, 2015)
17. Caccia all'uomo, Mondadori (ISBN 978-88-04-72628-9), 2020 (The Wanted, 2017)
18. Un uomo pericoloso, Mondadori (ISBN 8804737115), 2021 (A Dangerous Man, 2019)
19. Luci su Los Angeles, Mondadori (ISBN 978-88-04-76492-2), 2023 (Racing the Light, 2022)
20. The big empty, 2025

### Altri romanzi
- 2000 - Demolition Angel
  - Lo specialista, Piemme (ISBN 88-384-8309-4)
- 2001 - Hostage
  - L'ostaggio, Mondadori (ISBN 88-04-52355-7)
  - L'ostaggio, Giallo Mondadori 2857, 2004
- 2006 - The Two-Minute Rule
  - Countdown, Mondadori (ISBN 88-04-56662-0)
- 2013 - Suspect
  - Il sospetto, Mondadori (ISBN 88-04-65166-0)

### Racconti
- 1977 - With Crooked Hands
- 1977 - The Dust of Evening
- 1982 - Weigh Station
- 1988 - The Man Who Knew Dick Bong

## Filmografia

### Soggetto
- Hostage, regia di Florent Emilio Siri, 2005

### Sceneggiatore
- The Monkey Mission, regia di Burt Brinckerhoff, 1981
- La verità uccide (In Self Defense), regia di Bruce Seth Green, 1987
- Cross of Fire, regia di Paul Wendkos 1989
- The Invisible Man, regia di John Patterson, 1998

### Collaborazioni come sceneggiatore
- Baretta, 1975
- Quincy, 1976
- Hill Street giorno e notte (Hill Street Blues), 1981
- Riker, 1981
- Cassie & Co., 1982
- Cagney & Lacey, 1982
- The Mississippi, 1983
- Un giustiziere a New York (The Equalizer), 1985
- Ai confini della realtà (The Twilight Zone) - episodio "Monsters", 1985
- L.A. Law - Avvocati a Los Angeles (L.A. Law), 1992
- Progetto Eden (Earth 2), 1994
- JAG - Avvocati in divisa (JAG), 1995